# Super Bowl XXIV
Der Super Bowl XXIV war der 24. Super Bowl, das Endspiel der Saison 1989 der National Football League (NFL). Am 28. Januar 1990 wurde der siebte Super Bowl in New Orleans ausgetragen. Der Titelverteidiger, die San Francisco 49ers, wurden ihrer Favoritenrolle gerecht und feierten mit dem 55:10 den höchsten Sieg, den es jemals in einem Super Bowl gegeben hatte. Den Denver Broncos blieb es auch beim dritten Anlauf in vier Jahren verwehrt, die Vince Lombardi Trophy zu gewinnen. Insgesamt war es für beide Mannschaften die jeweils vierte Teilnahme am Super Bowl. Die 49ers gewannen alle ihrer Endspielteilnahmen, während die Broncos vier Niederlagen hinnehmen mussten. Der Ruf der Broncos als Verlierermannschaft resultierte maßgeblich aus den hohen Niederlagen beim Super Bowl XXII und Super Bowl XXIV und dieser gegensätzlichen Bilanz zu den 49ers. Zum Super Bowl MVP wurde der Quarterback der 49ers, Joe Montana, gewählt.

## Super-Bowl-XXIV-Hintergründe
Auch unter ihrem neuen Head Coach George Seifert konnten die 49ers an die Erfolge der Vorsaison anknüpfen. Mit einer Bilanz von 14:2 qualifizierte sich die Mannschaft um Quarterback Joe Montana als bestes Team der National Football Conference (NFC) für die Play-offs. Nach überzeugenden Siegen gegen die Minnesota Vikings und die Los Angeles Rams standen die 49ers zum vierten Mal im Super Bowl.
Die Broncos um ihren Quarterback John Elway konnten sich nach einer durchwachsenen Vorsaison wieder für die Play-offs qualifizieren. Eine Bilanz von 11:5 genügte den Broncos, um sich als bestes Team der American Football Conference (AFC) das Heimrecht bis zum Super Bowl zu sichern. Im Mile High Stadium wurden erst die Pittsburgh Steelers mit einem Punkt Vorsprung und dann die Cleveland Browns geschlagen.

## Scoring
- 1st Quarter
  - SF – TD: Jerry Rice 20 Yard Pass von Joe Montana (Mike Cofer Kick) 7:0 SF
  - DEN – FG: David Treadwell 42 Yards 7:3 SF
  - SF – TD: Brent Jones 7 Yard Pass von Joe Montana (Kick failed) 13:3 SF
- 2nd Quarter
  - SF – TD: Tom Rathman 1 Yard Lauf (Mike Cofer Kick) 20:3 SF
  - SF – TD: Jerry Rice 38 Yard Pass von Joe Montana (Mike Cofer Kick) 27:3 SF
- 3rd Quarter
  - SF – TD: Jerry Rice 28 Yard Pass von Joe Montana (Mike Cofer Kick) 34:3 SF
  - SF – TD: John Taylor 35 Yard Pass von Joe Montana (Mike Cofer Kick) 41:3 SF
  - DEN – TD: John Elway 3 Yard Lauf (David Treadwell Kick) 41:10 SF
- 4th Quarter
  - SF – TD: Tom Rathman 3 Yard Lauf (Mike Cofer Kick) 48:10 SF
  - SF – TD: Roger Craig 1 Yard Lauf (Mike Cofer Kick) 55:10 SF

## Spielverlauf

### Erste Halbzeit
In der ersten Halbzeit machten die 49ers dort weiter, wo sie im Super Bowl XXIII aufgehört hatten. In den ersten beiden Vierteln erzielten sie jeweils zwei Touchdowns. Lediglich ein Extrapunktversuch durch den Kicker Mike Cofer misslang. Die Broncos fanden kaum ins Spiel und konnten nur durch ein Field Goal aus 42 Yards Entfernung punkten.

### Zweite Halbzeit
Auch in der zweiten Halbzeit änderte sich das Spiel kaum, die 49ers konnten wieder in jedem Viertel zwei Touchdowns erzielen. Den Broncos gelang dies nur einmal im dritten Viertel. So endete das Spiel mit dem höchsten Sieg, den es jemals in einem Super Bowl gegeben hat. Die Offensive der 49ers um Joe Montana gilt bis heute als eine der besten aller Zeiten.